# Speakers Bank
Das Speakers Bank ist ein weitgehend unter der Wasserlinie liegendes Atoll im Norden des Chagos-Archipels im zentralen Indischen Ozean. Politisch gehörte es zum Britischen Territorium im Indischen Ozean und soll nach einer Einigung im Oktober 2024 an Mauritius übergeben werden.
Das Atoll liegt rund 22 km nordwestlich von Blenheim Reef, 20 km nordöstlich der Salomon Islands und rund 238 km nördlich von Diego Garcia. Speakers Bank ist in Nord-Süd-Richtung 40 km lang, in Ost-West-Richtung 23 km breit und hat eine Gesamtfläche von rund 850 km².